# Holtermanska barnhemmet

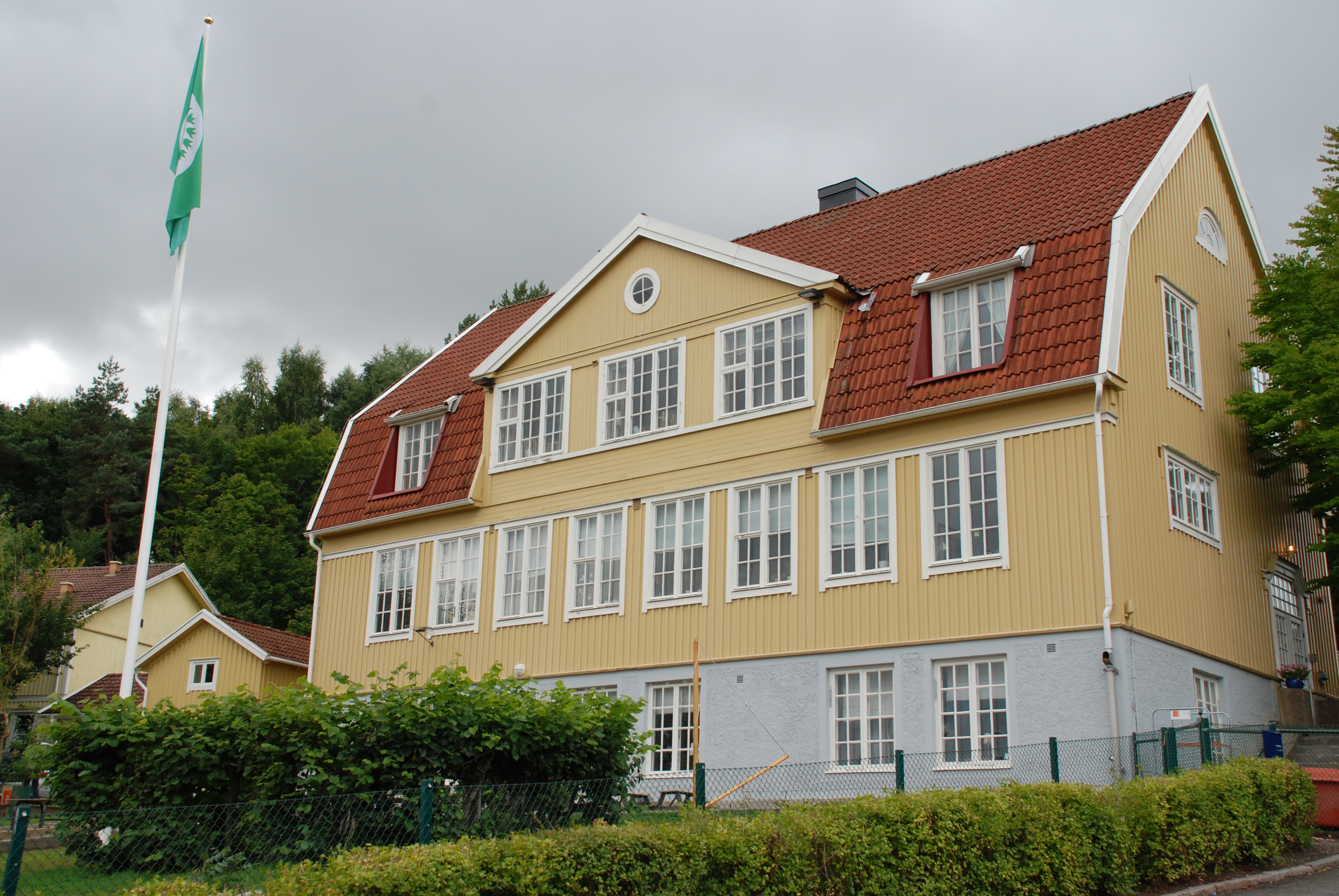
Holtermanska barnhemmet.

Holtermanska barnhemmet är en byggnad i hörnet av Holtermansgatan och Rundbergsgatan i stadsdelen Åby i Mölndal. Det ursprungliga barnhemmet var Fässbergs första skola och en av landets första skolor på landsbygden.

## Historia

### Donationen
År 1782 donerades ett nybyggt skolhus med omgivande trädgårdsplan av direktören vid Svenska Ostindiska Companiet Martin Holterman till Fässbergs socken. Dessutom donerades femhundra riksdaler, vars avkastning skulle bekosta undervisning för socknens fattiga barn sju månader om året. Läraren anställdes, och de barn som skulle erhålla utbildning vid skolan utsågs, av prebendepastorn i Fässberg.
Tolv år efter skolans grundande avled Holterman, varvid donationen utökades med räntan från frälsehemmanet Sandbäck Kullen, vilken uppgick till 29 riksdaler årligen. Avsikten var att tre eller fyra av de fattigaste barnen i församlingen, utöver fri undervisning, även skulle få fri kost och logi under läsåret, samt två par skor extra.
Holterman hade föreskrivit, att om skolan inte skulle äga bestånd, eller inte uppfylla sitt ändamål, skulle den förvandlas till ett hem för fattiga änkor i socknen.

### Den andra byggnaden
I mitten av 1870-talet ersattes det Holtermanska skolhuset med ett nytt och mera tidsenligt. Detta föregicks av Kungl Maj:ts godkännande av vissa ändringar i donationsbrevet.
Efter införandet av folkskolan begärde församlingen att få gåvobreven ändrade, så att de skulle kunna ändra skolan till ett barnhem. Detta barnhem skulle ta hand om de barn som inte hade några föräldrar. Efter sex år fyllda fick barnen kläder, mat, hem, föräldravård och undervisning, som motsvarade församlingens småskolor.

### Hem för vanartiga barn
År 1913 blev Holtermanska barnhemmet ett barnhem för vanartiga och i sedligt avseende försummade barn, det ställdes under kontroll av statens folkskoleinspektör och statsbidrag erhölls. En tillbyggnad av hemmet skedde, men redan den 22 juli 1914 brann hela byggnaden ned. Alla barnen räddades undan eldsvådan. Barnhemmet återuppbyggdes och den 15 april 1916 invigdes den nya byggnaden. Verksamheten kom senare att övertas av Mölndals stad, som bedrev verksamheten fram till år 1945, då landstinget enligt en förordning övertog all barnhemsverksamhet från och med år 1946. Lokalerna kom därefter att användas till daghem.

## Gatunamn
Byggnaden ligger i södra hörnet av Holtermansgatan och Rundbergsgatan. Barnhemsgatan i stadsdelen Broslätt är uppkallad efter Holtermanska barnhemmet. Den fick sitt namn den 19 maj 1926 och hade tidigare kallats för Barnhemsvägen. Holtermansgatan är uppkallad efter barnhemmets donator Martin Holterman.